# Albiztur
Albiztur è un comune spagnolo di 287 abitanti situato nella comunità autonoma dei Paesi Baschi.